# Египтозавр
Египтозавр (лат. Aegyptosaurus, буквально: ящер из Египта) — род растительноядных завроподовых динозавров из группы титанозавров, живших во времена мелового периода (145,0—93,5 млн лет назад) на территории Африки. Окаменелости четвероногого завропода были найдены в Египте, Нигере и в различных местах пустыни Сахара, описаны Эрнстом Штромером в 1932 году.

## Открытие и наименование
Голотип (1912-1961) состоит из трех хвостовых позвонков, части лопатки и некоторых костей конечностей; все они были обнаружены в формации Бахария в Египте между 1910 и 1913 гг. Эрнстом Штромером и Ричардом Маркграфом и отправлен в Мюнхен (Германия) в 1915 году для изучения одновременно с голотипом спинозавра.

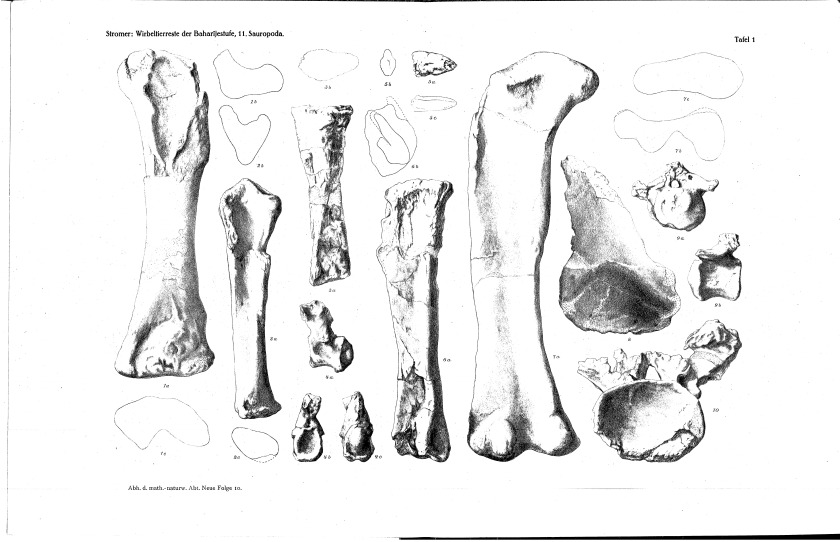
Экземпляр 1912VIII61, голотип A. baharijensis

Египтозавр был описан немецким палеонтологом Эрнстом Штромером в 1932 году, через семнадцать лет после того, как голотип был отправлен в Мюнхен; его окаменелости были найдены в формации Бахария в Египте, формации Фарак в Нигере и в нескольких других местах в пустыне Сахара. Родовое название происходит от названия страны, в которой он был обнаружен, и греческого слова sauros, что означает «ящерица». Все образцы обнаруженные до 1939 года и хранившиеся в Мюнхене, были уничтожены во время бомбардировки города 25 апреля 1944 года в годы Второй мировой войны. До наших дней дошли лишь фрагменты других экземпляров, в основном в виде неопределённых образцов из Египта и Нигера.
Де Лаппарент (1960) отнёс серию хвостовых позвонков из отложений формации Continental intercalaire к Aegyptosaurus baharijensis.

## Описание
В 2010 году, основываясь на данных о паралититане и других родственных ему титанозаврах, Грегори С. Пол оценил длину египтозавра в 15 метров, а вес — в 7 тонн.